# Трол
 Тази статия е за фолклорни персонажи.  За понятието Интернет трол вижте Интернет трол.  
Тролът е чудовище в скандинавските народни поверия.
Троловете са свръхестествени същества подобни на великани и обикновено враждебно настроени към хората. Също така се смята, че троловете били от камък, с очи от диаманти, похапващи хора, но основното им меню било също камъни. Троловете са нощни същества, тъй като се раждат от камъка и на слънчева светлина се превръщат отново в камък. Някои тролове са толкова големи, че са изобразявани като планини, а косата на главата им е изобразявана като гора. Огромните и кръвожадни тролове са противоположност на малките гноми, които живеят под земята и пазят несметни богатства. За разлика от троловете, които често ядат малки деца и дори възрастни, гномите могат да дарят човек с богатство и щастие, но също така и да му създадат главоболия, особено ако се е загубил в гъстите и мрачни гори на Скандинавия.